# Thời đại Thông tin
Thời đại Thông tin (còn gọi là Thời đại Máy tính, Thời đại Kỹ thuật số hoặc Thời đại Truyền thông mới) là một giai đoạn trong lịch sử nhân loại với sự chuyển đổi từ ngành công nghiệp truyền thống mà cuộc cách mạng Công nghiệp đã mang lại thông qua quá trình công nghiệp hóa, sang nền kinh tế dựa trên số hóa. Sự khởi đầu của Thời đại Thông tin có liên quan đến cuộc cách mạng Kỹ thuật số, giống như cuộc cách mạng Công nghiệp đã đánh dấu sự khởi đầu của Thời đại Công nghiệp. Định nghĩa về phương tiện kỹ thuật số (hoặc những gì mang ý nghĩa thông tin) tiếp tục thay đổi theo thời gian vì các loại công nghệ, thiết bị người dùng, phương pháp tương tác mới với con người và thiết bị khác bước vào lĩnh vực nghiên cứu, phát triển và đưa ra thị trường.
Trong kỷ nguyên thông tin, hiện tượng này là ngành công nghiệp kỹ thuật số tạo ra một xã hội dựa trên tri thức bao quanh bởi một nền kinh tế toàn cầu công nghệ cao, bao trùm ảnh hưởng của nó đến phương pháp sản xuất trong toàn ngành và lĩnh vực dịch vụ được vận hành một cách hiệu quả và thuận tiện. Trong một xã hội thương mại hóa, ngành công nghiệp thông tin có thể cho phép mỗi người khám phá các nhu cầu cá nhân của họ, do đó đơn giản hóa thủ tục ra quyết định giao dịch và giảm đáng kể chi phí cho cả nhà sản xuất và người mua. Điều này được đa phần những người tham gia chấp nhận trong suốt toàn bộ hoạt động kinh tế vì mục đích hiệu quả, và các ưu đãi kinh tế mới sẽ được khuyến khích trong nước chẳng hạn như nền kinh tế tri thức.
Thời đại thông tin được hình thành bằng cách tận dụng sự tiến bộ của kỹ thuật thu nhỏ kích cỡ máy tính. Sự tiến triển của công nghệ trong đời sống hàng ngày và tổ chức xã hội đã dẫn đến sự hiện đại hóa tiến trình thông tin và truyền thông đã trở thành động lực của sự tiến hóa về mặt xã hội.

## Tiến trình

### Mở rộng thư viện
Sự mở rộng của thư viện theo tính toán của Fremont Rider vào năm 1945 đã tăng gấp đôi công suất 16 năm một lần, nếu có đủ không gian hiện hữu. Ông chủ trương thay thế các tác phẩm in cồng kềnh, rách nát bằng các bức ảnh dưới dạng vi hình thu nhỏ, có thể được sao lại theo yêu cầu dành cho khách hàng thư viện hoặc các tổ chức khác. Ông đã không lường trước được công nghệ kỹ thuật số sẽ được thực hiện sau nhiều thập kỷ để thay thế vi hình bằng phương pháp chụp ảnh, lưu trữ và truyền dẫn số. Các công nghệ số tự động, không hao hụt dữ liệu cho phép tăng đáng kể tốc độ tăng trưởng thông tin. Định luật Moore, được xây dựng khoảng năm 1965, đã tính toán số lượng bóng bán dẫn trong một mạch tích hợp dày đặc tăng gấp đôi mỗi năm hai lần.
Sự gia tăng của các máy tính cá nhân nhỏ hơn và ít tốn kém hơn và cải tiến sức mạnh tính toán vào đầu những năm 1980 dẫn đến việc truy cập và khả năng chia sẻ và lưu trữ thông tin một cách đột ngột giúp tăng số lượng người lao động. Khả năng kết nối giữa các máy tính trong các công ty đã dẫn đến khả năng của người lao động ở các mức độ khác nhau có thể tiếp cận được lượng thông tin lớn hơn.

### Lưu trữ thông tin
Năng lực lưu trữ thông tin về mặt công nghệ trên thế giới đã tăng từ 2,6 (nén tối ưu) exabyte năm 1986 lên 15,8 năm 1993, trên 54,5 năm 2000, và 295 (nén tối ưu) exabyte năm 2007. Đây là thông tin tương đương tối thiểu 730-MB CD-ROM/người năm 1986 (539 MB/người), cỡ 4 CD-ROM/người năm 1993, 12 CD-ROM/người năm 2000, và gần 61 CD-ROM/người năm 2007. Ước tính năng lực lưu giữ thông tin trên thế giới đã đạt đến 5 zettabyte vào năm 2014. Đây là thông tin tương đương 4.500 giá sách in từ Trái Đất đến Mặt Trời.

### Truyền đạt thông tin
Năng lực tiếp nhận thông tin về mặt công nghệ trên thế giới thông qua các mạng lưới phát sóng một chiều là 432 exabyte (nén tối ưu) thông tin năm 1986, 715 (nén tối ưu) exabyte năm 1993, 1,2 (nén tối ưu) zettabyte năm 2000, và 1,9 zettabyte năm 2007 (là lượng thông tin tương đương với 174 tờ báo dành cho mỗi người đọc hàng ngày). Năng lực trao đổi thông tin hiệu quả trên thế giới qua mạng viễn thông hai chiều là 281 petabyte (nén tối ưu) thông tin năm 1986, 471 petabyte năm 1993, 2.2 (nén tối ưu) exabyte năm 2000, và 65 (nén tối ưu) exabyte năm 2007 (là lượng thông tin tương đương với 6 tờ báo dành cho mỗi người đọc hàng ngày). Trong những năm 1990, sự lan truyền của Internet đã gây ra một sự đột biến bất ngờ trong việc truy cập và khả năng chia sẻ thông tin trong các doanh nghiệp và gia đình trên toàn cầu. Công nghệ đã phát triển rất nhanh chóng đến mức một chiếc máy tính trị giá 3000 USD vào năm 1997 sẽ có giá 2000 USD chỉ sau hai năm và 1000 USD vào năm sau.

### Tính toán
Khả năng tính toán thông tin về mặt công nghệ trên thế giới với các loại máy tính đa năng có người điều khiển đã tăng từ 3.0 × 108 MIPS năm 1986, lên 4.4 × 109 MIPS năm 1993, 2.9 × 1011 MIPS năm 2000 lên 6.4 × 1012 MIPS năm 2007. Một bài báo trong Tạp chí Trends in Ecology and Evolution (Xu hướng trong Sinh thái học và Tiến hóa) báo cáo rằng hiện nay công nghệ số "đã vượt quá khả năng nhận thức của bất kỳ con người đơn lẻ nào và đã làm việc này một thập kỷ sớm hơn dự đoán. Về mặt năng lực, có hai mức quan trọng: số lượng hoạt động mà một hệ thống có thể thực hiện và số lượng thông tin có thể được lưu trữ. Số lượng các hoạt động khớp thần kinh mỗi giây trong não người được ước tính nằm giữa 10^15 và 10^17. Mặc dù con số này khá ấn tượng, ngay cả các loại máy tính đa năng của con người vào năm 2007 đều có khả năng thực hiện tốt hơn 10^18 lệnh mỗi giây. Ước tính cho thấy khả năng lưu trữ của một bộ não con người là khoảng 10^12 byte. Trên cơ sở bình quân đầu người, phù hợp với việc lưu trữ kỹ thuật số (5x10^21 byte/7.2x10^9 người)".

## Quan hệ với kinh tế học
Sau cùng, Công nghệ thông tin và truyền thông—máy tính, máy vi tính, cáp quang, vệ tinh truyền thông, Internet và các công cụ ICT khác—đã trở thành một bộ phận quan trọng của nền kinh tế. Các loại máy vi tính đã được phát triển và nhiều doanh nghiệp và ngành công nghiệp thay đổi rất nhiều là nhờ có ICT. Nicholas Negroponte đã nắm bắt được bản chất của những thay đổi này trong cuốn sách xuất bản năm 1995 nhan đề Being Digital. Cuốn sách của ông thảo luận về những điểm tương đồng và khác biệt giữa các sản phẩm được làm từ hạt nguyên tử và các sản phẩm được làm từ đơn vị thông tin bit. Về bản chất, một bản sao của một sản phẩm được làm từ bit có giá thành rẻ và nhanh hơn, và được vận chuyển trên khắp đất nước hoặc quốc tế nhanh chóng và với chi phí rất thấp.

### Tác động đến việc làm và phân phối thu nhập
Thời đại thông tin đã ảnh hưởng đến lực lượng lao động theo nhiều cách. Nó đã tạo ra một tình huống mà những người lao động thực hiện các tác vụ tự động dễ dàng bị buộc phải tìm kiếm những công việc không dễ tự động.  Người lao động cũng đang bị buộc phải cạnh tranh trong một thị trường lao động toàn cầu. Cuối cùng, người lao động đang được thay thế bởi các máy tính có thể làm công việc của họ nhanh hơn và hiệu quả hơn. Điều này đặt ra vấn đề cho người lao động trong các xã hội công nghiệp khiến chính phủ khó mà xử lý thỏa đáng. Tuy vậy, các giải pháp liên quan đến giảm thời gian làm việc thường vấp phải sự chống đối cao độ.
Các công việc liên quan đến tầng lớp trung lưu (công nhân dây chuyền lắp ráp, bộ vi xử lý dữ liệu, người quản lý và giám sát) đang bắt đầu biến mất, hoặc thông qua việc gia công hoặc tự động hóa. Các cá nhân thất nghiệp có thể phải chuyển hướng, tham gia vào nhóm "công nhân trí tuệ" (kỹ sư, bác sĩ, luật sư, giáo viên, nhà khoa học, giáo sư, giám đốc điều hành, nhà báo, chuyên gia tư vấn) hoặc làm những công việc có mức lương thấp và không cần nhiều kỹ năng.
Những "công nhân trí tuệ" này có thể cạnh tranh thành công trên thị trường thế giới và nhận được mức lương cao. Ngược lại, các công nhân sản xuất và nhân viên dịch vụ ở các nước công nghiệp hóa không thể cạnh tranh với công nhân ở các nước đang phát triển và mất việc làm thông qua việc thuê ngoài hoặc buộc phải chấp nhận cắt giảm lương. Ngoài ra, internet giúp các công nhân ở các nước đang phát triển có thể cung cấp dịch vụ trực tiếp và cạnh tranh trực tiếp với các đối tác ở các quốc gia khác.
Điều này đã để lại một số hậu quả lớn, bao gồm làm tăng cơ hội ở các nước đang phát triển và toàn cầu hóa lực lượng lao động. Người lao động ở các nước đang phát triển có lợi thế cạnh tranh chuyển thành cơ hội gia tăng và mức lương cao hơn. Tác động toàn diện đến lực lượng lao động ở các nước đang phát triển khá là phức tạp và có những nhược điểm. (xem thảo luận trong phần về Toàn cầu hoá).
Trong quá khứ, số phận kinh tế của người lao động gắn liền với số phận của nền kinh tế quốc gia. Ví dụ, công nhân ở Mỹ đã từng được trả lương cao so với người lao động ở các nước khác. Với sự ra đời của thời đại thông tin và những cải tiến trong truyền thông, điều này không còn phù hợp nữa. Bởi vì người lao động buộc phải cạnh tranh trong một thị trường lao động toàn cầu, tiền lương ít phụ thuộc vào sự thành công hay thất bại của các nền kinh tế cá nhân.

### Tự động, năng suất và gia tăng việc làm
Thời đại thông tin đã ảnh hưởng đến lực lượng lao động trong việc tự động hoá và tin học hóa đã mang lại năng suất cao hơn cùng với việc thất nghiệp trong ngành sản xuất. Ví dụ như ở Mỹ, từ tháng 1 năm 1972 đến tháng 8 năm 2010, số lao động trong ngành sản xuất giảm từ 17.500.000 xuống còn 11.500.000 trong khi giá trị sản xuất tăng 270%.
Mặc dù ban đầu có vẻ như tình trạng thất nghiệp trong khu vực công nghiệp có thể được bù đắp phần nào bởi sự tăng trưởng nhanh chóng việc làm trong ngành công nghệ thông tin, suy thoái kinh tế vào tháng 3 năm 2001 đã báo trước sự sụt giảm mạnh về số lượng việc làm trong ngành công nghệ thông tin. Mô hình suy giảm việc làm tiếp tục cho đến năm 2003.
Dữ liệu đã chỉ ra rằng xét về tổng thể, công nghệ tạo ra nhiều việc làm hơn là phá hủy ngay cả trong ngắn hạn.

### Sự tăng trưởng của ngành công nghiệp thâm dụng thông tin
Công nghiệp đang trở nên thâm dụng thông tin nhiều hơn, ít sử dụng lao động và thâm dụng vốn (xem ngành Công nghiệp Thông tin). Xu hướng này có ý nghĩa quan trọng đối với lực lượng lao động; công nhân ngày càng trở nên năng suất khi giá trị lao động của họ giảm xuống. Thế nhưng, điều này còn có ý nghĩa quan trọng đối với chủ nghĩa tư bản; Không chỉ là giá trị lao động giảm mà giá trị vốn cũng giảm theo. Trong mô hình cổ điển, đầu tư vào vốn con người và vốn tài chính là những yếu tố dự báo quan trọng cho việc thực hiện một dự án mới. Tuy nhiên, theo như lời giải thích của Mark Zuckerberg và Facebook, bây giờ có vẻ như dễ làm hơn đối với một nhóm người tương đối ít kinh nghiệm với số vốn hạn chế để thành công trên quy mô lớn.

## Đổi mới
Thời đại thông tin khởi đầu nhờ sự phát triển công nghệ trong cuộc cách mạng kỹ thuật số, mà chính nó lại được hình thành dựa trên sự phát triển trong cuộc cách mạng công nghệ.

### Máy tính
Trước khi có sự xuất hiện của ngành điện tử, các loại máy tính cơ học, giống như chiếc máy phân tích Analytical Engine năm 1837, được thiết kế chỉ để cung cấp những con số toán học thông thường và khả năng ra quyết định đơn giản. Nhu cầu quân sự trong Thế chiến II đã thúc đẩy sự phát triển của các loại máy tính điện tử đầu tiên, dựa trên ống chân không, bao gồm Z3, máy tính Atanasoff–Berry, máy tính Colossus và ENIAC.
Việc phát minh ra bóng bán dẫn vào năm 1947 đã mở đầu kỷ nguyên của loại máy tính lớn (thập niên 1950 – 1970), điển hình là IBM 360. Những máy tính lớn cỡ bằng một căn phòng thực hiện việc tính toán và thao tác dữ liệu nhanh hơn khả năng của con người, nhưng lại có giá thành đắt đỏ và khó bảo dưỡng, vì vậy ban đầu chỉ giới hạn ở một số cơ sở khoa học, các tập đoàn lớn và các cơ quan chính phủ. Khi công nghệ bóng bán dẫn được cải thiện nhanh chóng, tỷ lệ điện toán tính theo kích thước tăng lên đáng kể, cho phép truy cập trực tiếp vào máy tính tới các nhóm nhỏ hơn.
Cùng với loại máy chơi game arcade và máy chơi game điện tử gia đình vào những năm 1970, sự phát triển của loại máy tính cá nhân như Commodore PET và Apple II (đều ra mắt năm 1977) đã cho phép các cá nhân dễ dàng tiếp cận máy tính. Nhưng việc chia sẻ dữ liệu giữa các máy tính cá nhân hoặc là không tồn tại hoặc phần lớn là thủ công, lúc đầu thì sử dụng thẻ bấm lỗ và băng từ, rồi sau mới chuyển sang đĩa mềm.

### Dữ liệu
Quá trình phát triển đầu tiên của việc lưu trữ dữ liệu ban đầu được dựa trên các bức ảnh, bắt đầu từ ảnh chụp siêu nhỏ vào năm 1851 và sau là vi hình vào thập niên 1920, với khả năng lưu trữ các tài liệu trên phim, làm cho chúng nhỏ gọn hơn. Vào những năm 1970, giấy điện tử cho phép thông tin kỹ thuật số được xuất hiện dưới dạng tài liệu giấy.
Lý thuyết thông tin và mã Hamming sơ khai đã được phát triển vào khoảng năm 1950, nhưng phải đợi chờ đợi những đổi mới về mặt kỹ thuật trong việc truyền và lưu trữ số liệu mới có thể sử dụng đầy đủ hơn. Trong khi cáp truyền dữ liệu số kết nối thiết bị đầu cuối máy tính và ngoại vi với những máy tính lớn diễn ra khá phổ biến, và các hệ thống chia sẻ tin nhắn đặc biệt dẫn đến email được phát triển lần đầu tiên vào những năm 1960, mạng máy tính độc lập được bắt đầu với ARPANET vào năm 1969. Về sau nó được mở rộng trở thành Internet (đặt ra năm 1974), và sau đó là World Wide Web vào năm 1989.
Việc truyền dữ liệu công cộng lần đầu tiên sử dụng các đường dây điện thoại hiện tại bằng cách dùng dial-up, bắt đầu từ những năm 1950, và đây chính là trụ cột của Internet cho tới khi băng thông rộng phổ biến trong thập niên 2000. Sự ra mắt của mạng không dây vào những năm 1990 kết hợp với sự gia tăng của các vệ tinh truyền thông trong những năm 2000 cho phép truyền tải kỹ thuật số công cộng mà không cần dây cáp. Công nghệ này dẫn tới truyền hình kỹ thuật số, GPS và radio vệ tinh qua thập niên 1990 và 2000.
Máy tính tiếp tục trở nên nhỏ hơn và mạnh hơn, đến mức người ta có thể dễ dàng mang theo. Trong những năm 1980 và 1990, máy tính xách tay được phát triển dưới dạng máy tính di động, và loại máy PDA có thể được sử dụng trong khi đứng hoặc đi bộ. Máy nhắn tin tồn tại từ những năm 1950, chủ yếu được thay thế bởi điện thoại di động bắt đầu vào cuối những năm 1990, cung cấp các tính năng mạng di động cho một số máy tính. Giờ đây trở nên thông dụng, công nghệ này được mở rộng cho máy ảnh kỹ thuật số và các thiết bị đeo trên người khác. Bắt đầu vào cuối những năm 1990, máy tính bảng và sau là điện thoại thông minh được kết hợp và mở rộng những khả năng tính toán, tính lưu động và chia sẻ thông tin.

### Quang học
Truyền thông quang học đóng một vai trò quan trọng trong các mạng truyền thông.
Truyền thông quang học cung cấp cơ sở phần cứng cho công nghệ Internet, đặt nền móng cho cuộc cách mạng kỹ thuật số và kỷ nguyên thông tin.
Trong thời gian làm việc tại Đại học Tohoku, kỹ sư người Nhật Nishizawa Jun-ichi đã đề xuất truyền thông sợi quang, bằng cách sử dụng sợi quang cho truyền thông quang học, vào năm 1963. Nishizawa đã phát minh ra các công nghệ khác góp phần vào sự phát triển của truyền thông sợi quang, chẳng hạn như sợi quang chiết suất phân bậc đóng vai trò như một kênh truyền tải ánh sáng từ các laser bán dẫn.  Ông đã được cấp bằng sáng chế sợi quang chiết suất phân bậc vào năm 1964. sợi quang mạch rắn cũng được Nishizawa phát minh vào năm 1964.
Ba thành phần thiết yếu của truyền thông quang học do chính Nishizawa Jun-ichi tạo ra: laser bán dẫn (1957) là nguồn ánh sáng, sợi quang chiết suất phân bậc (1964) là đường truyền và PIN điốt quang (1950) là điểm tiếp nhận quang học. Phát minh của Hayashi Izuo về laser bán dẫn sóng liên tục vào năm 1970 dẫn trực tiếp đến các nguồn sáng trong truyền thông sợi quang, máy in laze, đầu đọc mã vạch và ổ đĩa quang đã được các doanh nhân Nhật Bản thương mại hoá, và mở ra lĩnh vực truyền thông quang học.